# 都市再生特別措置法
都市再生特別措置法（としさいせいとくべつそちほう、平成14年4月5日法律第22号）は、近年における急速な情報化、国際化、少子高齢化等の社会経済情勢の変化に日本における都市が十分対応できたものとなっていないことにかんがみ、これらの情勢の変化に対応した都市機能の高度化および都市の居住環境の向上を図るため、都市の再生の推進に関する基本方針等について定めるとともに、都市再生緊急整備地域における市街地の整備を推進するための民間都市再生事業計画の認定および都市計画の特例ならびに都市再生整備計画に基づく事業等に充てるための交付金の交付等の特別の措置を講じ、もって社会経済構造の転換を円滑化し、国民経済の健全な発展および国民生活の向上に寄与することに関する法律である。

## 主な改正
以下のような改正を経ている
- 平成16年 まちづくり交付金制度の創設
- 平成17年 まちづくり交付金のエリアを対象とした民間都市再生整備事業計画の認定制度による金融支援・税制特例の創設
- 平成19年 都市再生整備推進法人の指定制度の創設、民間都市再生事業計画の認定申請期限の５年延長
- 平成21年 歩行者ネットワーク協定制度の創設
- 平成23年 国際競争力強化を図るための特定都市再生緊急整備地域制度の創設、都市利便増進協定制度の創設
- 平成24年 防災機能の向上を図るための都市再生安全確保計画及び都市再生安全確保施設に関する協定制度の創設
- 平成26年 市町村によるコンパクトなまちづくりを支援するための立地適正化計画に関する制度の創設

## 構成
- 第一章　総則（第1条・第2条）
- 第二章　都市再生本部（第3条 - 第13条）
- 第三章　都市再生基本方針（第14条）
- 第四章　都市再生緊急整備地域における特別の措置
  - 第一節　地域整備方針等（第15条 - 第19条）
  - 第二節　整備計画の作成等（第19条の2―第19条の12）
  - 第三節  再生駐車施設配置計画の作成等（第19条の13・第19条の14）
  - 第四節  都市再生安全確保計画の作成等（第19条の15―第19条の20）
  - 第五節　民間都市再生事業計画の認定等（第20条 - 第35条）
  - 第六節　都市計画等の特例
    - 第一款　都市再生特別地区（第36条-第36条の5）
    - 第二款　都市計画の決定等の提案（第37条 - 第41条）
    - 第三款　都市再生事業に係る認可等の特例（第42条 - 第45条）

  - 第七節　都市再生歩行者経路協定（第45条の2―第45条の12）
  - 第八節　都市再生安全確保施設に関する協定
    - 第一款　退避経路協定（第45条の13）
    - 第二款　退避施設協定（第45条の14）
    - 第三款　管理協定（第45条の15―第45条の20）
    - 第四款　非常用電気等供給施設協定（第45条の21）
- 第五章　都市再生整備計画に基づく特別の措置
  - 第一節　都市再生整備計画の作成等（第46条-第46条の8）
  - 第二節　交付金（第47条 - 第50条）
  - 第三節　都市計画等の特例
    - 第一款　都市計画の決定等に係る権限の移譲等（第51条 - 第53条）
    - 第二款　都市計画の決定等の要請（第54条 - 第57条）
    - 第三款　道路整備に係る権限の移譲等（第58条 - 第61条）
    - 第四款　道路の占用の許可基準の特例（第62条）
    - 第五款　都市公園法の特例等（第62条の2―第62条の7）
    - 第六款　都市再生推進法人を経由した道路又は都市公園の占用等の許可の申請手続（第62条の8）
    - 第七款　駐車場法の特例等（第62条の9―第62条の12）
    - 第八款　普通財産の活用（第62条の13）
    - 第九款　景観計画の策定等の提案（第62条の14）
    - 第十款　歴史的風致維持向上計画の認定の申請手続の特例（第62条の15）

  - 第四節　民間都市再生整備事業計画の認定等（第63条 - 第72条）
  - 第五節　都市再生整備歩行者経路協定（第73条）
  - 第六節　都市利便増進協定（第74条―第80条の2）
  - 第七節　低未利用土地利用促進協定（第80条の3―第80条の9）
- 第六章　立地適正化計画に係る特別の措置
  - 第一節　立地適正化計画の作成等（第81条―第85条）
  - 第二節　居住誘導区域に係る特別の措置
    - 第一款　都市計画の決定等の提案（第86条・第87条）
    - 第一款の二　宅地造成等関係行政事務の処理に係る権限の移譲（第87条の2）
    - 第一款の三　土地区画整理法の特例（第87条の3―第87条の5）
    - 第二款　建築等の届出等（第88条）
    - 第三款　居住調整地域等（第89条―第94条）
    - 第四款　居住環境向上用途誘導地区（第94条の2）

  - 第三節　都市機能誘導区域に係る特別の措置
    - 第一款　民間誘導施設等整備事業計画の認定等（第95条―第104条）
    - 第一款の二　都市再開発法の特例（第104条の2）
    - 第二款　土地区画整理法の特例（第105条―第105条の4）
    - 第三款　駐車場法の特例等（第106条・第107条）
    - 第四款　建築等の届出等（第108条）
    - 第五款　休廃止の届出等（第108条の2）
    - 第六款　特定用途誘導地区（第109条）

  - 第三節の二　都市計画法の特例（第109条の2・第109条の3）
  - 第四節　立地誘導促進施設協定（第109条の4―第109条の6）
  - 第四節の二　居住誘導区域等権利設定等促進計画等（第109条の7―第109条の13）
  - 第五節　低未利用土地権利設定等促進計画等（第109条の14―第109条の21）
  - 第六節　跡地等管理等協定等（第110条―第116条）
- 第七章　市町村都市再生協議会（第117条）
- 第八章　都市再生推進法人（第118条―第123条）
- 第九章　雑則（第124条―第128条）
- 第十章　罰則（第129条―第131条）
- 附則